# Gouy-Chapman-Doppelschicht

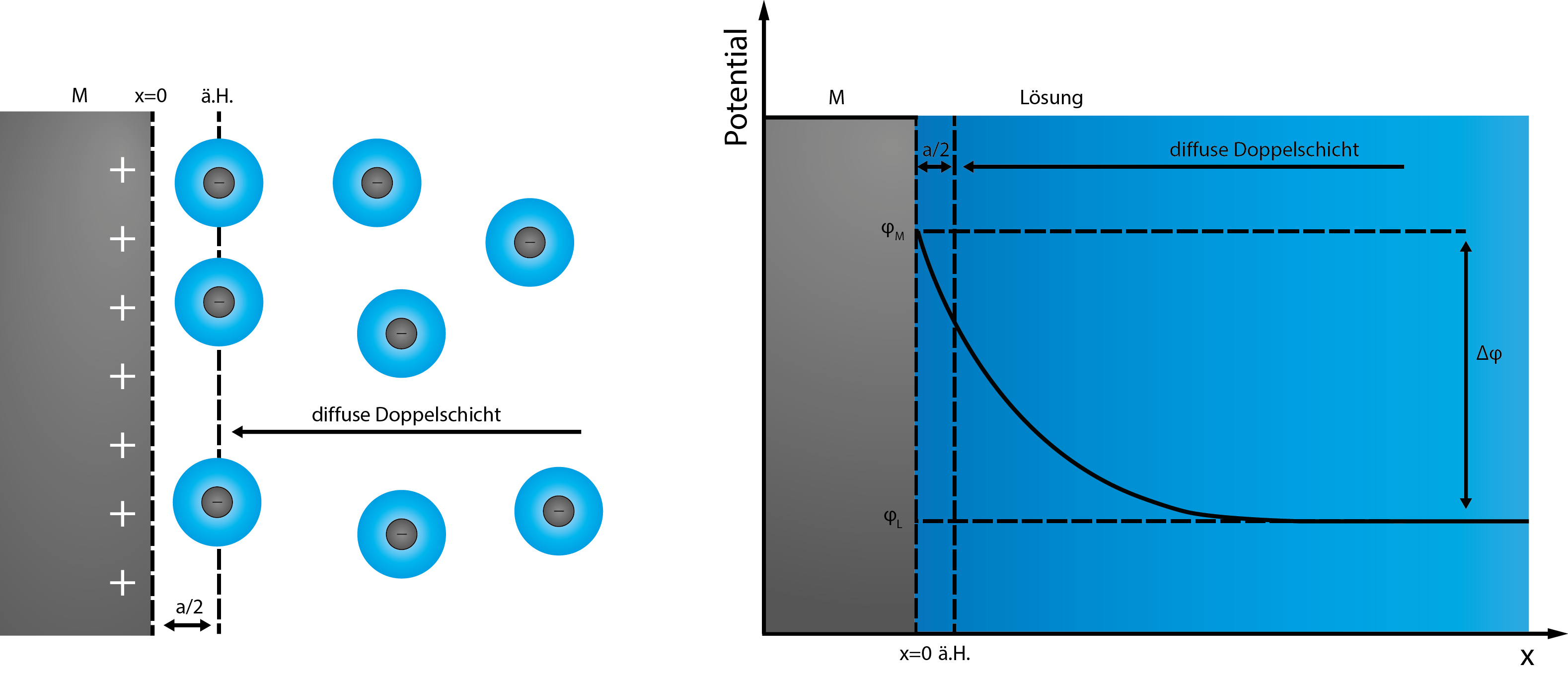
Eine Gouy-Chapman-Doppelschicht

Das Modell der Gouy-Chapman-Doppelschicht ist eine Weiterentwicklung des einfachen Modells einer elektrischen Doppelschicht nach Helmholtz.
Neu ist hierbei, dass die thermische Bewegung der Lösungsmittelmoleküle sowie der Ionen berücksichtigt wird, welche die Vorstellung einer starren Ionenschicht des helmholtzschen Modells widerlegen.
Diese thermische Bewegung führt dazu, dass sich eine diffuse Schicht bildet, die ausgedehnter ist als eine Moleküllage. Dabei wird eine statistische Verteilung der Ionen angenommen, wie sie später auch in der Debye-Hückel-Theorie (Debye-Hückel-Onsagerschen Theorie) postuliert wurde. Entsprechend diesen Überlegungen ergibt sich über die diffuse Schicht hinweg ein exponentieller Abfall des Potentials. Da die Ionen in dieser Theorie als punktförmig angenommen werden, können sie beliebig nahe an die Oberfläche der betreffenden Phase gelangen.
Mit dieser Beschreibung wird dem realen Fall von Ionen mit eigener Ausdehnung nicht genüge getan. Eine Weiterentwicklung der Doppelschicht-Theorie, die diesen Fall berücksichtigt, ist die Stern-Doppelschicht nach Otto Stern.
Die Gouy-Chapman-Doppelschicht ist benannt nach dem französischen Physiker Louis Georges Gouy und dem britischen Physikochemiker David Leonard Chapman. Gouy, der schon 1888 eine detaillierte Studie über die Brownsche Bewegung veröffentlicht hatte
und daher mit der Bewegung der Moleküle und Ionen in Lösungen vertraut war, veröffentlichte seinen Artikel über die Doppelschicht 1909/1910,
Chapman die seine 1913.

## Ladung und Doppelschichtkapazität
Die Ladung der Elektrode und die im Elektrolyten hängt nach dem Modell der diffusen Doppelschicht bei einem binären Elektrolyten, bei dem das Kation die Ladung +|z| und das Anion die Ladung −|z| trägt, folgendermaßen vom Potential und von der Konzentration ab:
{\displaystyle q_{m}=-q_{d}=2\cdot {\sqrt {2\cdot \varepsilon \cdot c\cdot R\cdot T}}\cdot \sinh {\left({\frac {z\cdot F\cdot (\varphi -\varphi _{0})}{2\cdot R\cdot T}}\right)}}
mit
| {\displaystyle q_{m}}                                    | Ladungsdichte in der Metalloberfläche                                                                 |
| {\displaystyle q_{d}}                                    | im Elektrolyten verteilte Gesamtladung pro Elektrodenfläche                                           |
| {\displaystyle \varepsilon }                             | Permittivität des Lösungsmittels; {\displaystyle \varepsilon =\varepsilon _{0}\cdot \varepsilon _{r}} |
| {\displaystyle R=k_{\mathrm {B} }\cdot N_{\mathrm {A} }} | Universelle Gaskonstante                                                                              |
| {\displaystyle T}                                        | Absolute Temperatur (K)                                                                               |
| {\displaystyle c}                                        | Konzentration des Elektrolyten = Konzentration der Anionen = Konzentration der Kationen               |
| {\displaystyle k_{\mathrm {B} }}                         | Boltzmannkonstante                                                                                    |
| {\displaystyle N_{\mathrm {A} }}                         | Avogadro-Konstante                                                                                    |
| {\displaystyle F=N_{\mathrm {A} }\cdot e}                | Faraday-Konstante                                                                                     |
| {\displaystyle z}                                        | Ladungszahl                                                                                           |
| {\displaystyle e}                                        | Elementarladung                                                                                       |
| {\displaystyle \varphi }                                 | Elektrodenpotential (gemessen gegen eine Referenzelektrode)                                           |
| {\displaystyle \varphi _{0}}                             | Nullladungspotential der Elektrode (gemessen gegen dieselbe Referenzelektrode)                        |
Durch Ableiten der Ladungsdichte nach dem Potential φ erhält man die differentielle Doppelschichtkapazität C zu:
{\displaystyle {\begin{aligned}C&=-\left({\frac {\mathrm {d} q_{d}}{\mathrm {d} \varphi }}\right)\\&=z\cdot F\cdot {\sqrt {\frac {2\cdot \varepsilon \cdot c}{R\cdot T}}}\cdot \cosh {\left({\frac {z\cdot F\cdot (\varphi -\varphi _{0})}{2\cdot R\cdot T}}\right)}\end{aligned}}}
Diese Funktion hat ein Minimum am Nullladungspotential, das für verdünnte Lösungen auch experimentell beobachtet wird. In der Praxis nutzt man die Messung der Doppelschichtkapazität verdünnter Lösungen zur Bestimmung des Nullladungspotentials fester Elektroden.

## Bedeutung des Modells
Das Modell einer reinen diffusen Ladungsschicht gilt nur für
- sehr kleine Konzentrationen, z. B. kleiner als 1 mM, und
- kleine Potentiale, d. h. das Potential darf nicht mehr als ca. 60 mV vom Nullladungspotential abweichen.

Daher hat das Modell nur einen sehr eingeschränkten Gültigkeitsbereich, in dem es aber auch sehr nützlich ist.
Das Gouy-Chapman-Modell ist insbesondere deswegen wichtig, weil der Formalismus der Rechnungen und ein bedeutender Teil der Ergebnisse auf einfache Weise auf das Stern-Modell übertragen werden kann.